# Trabant (Militär)

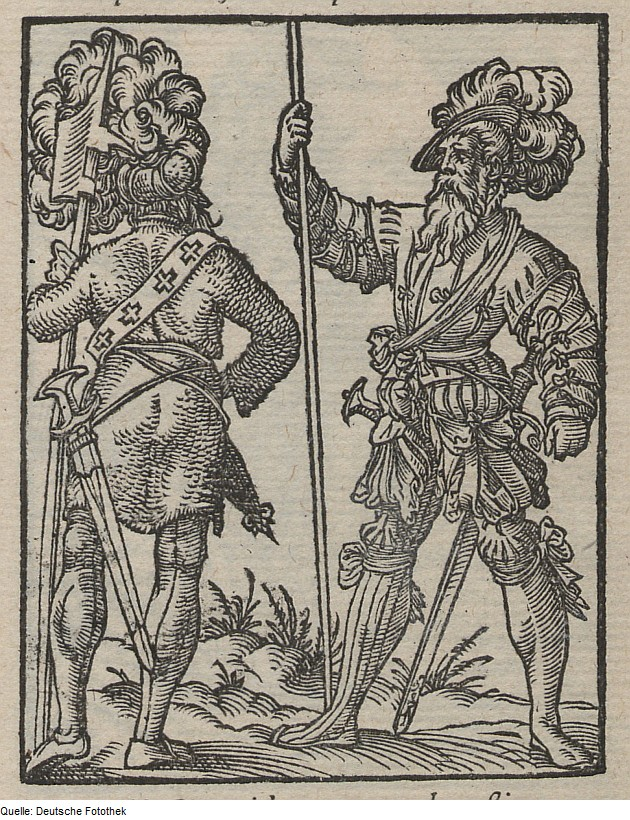
Trabanten in einem deutschen Ständebuch von 1568

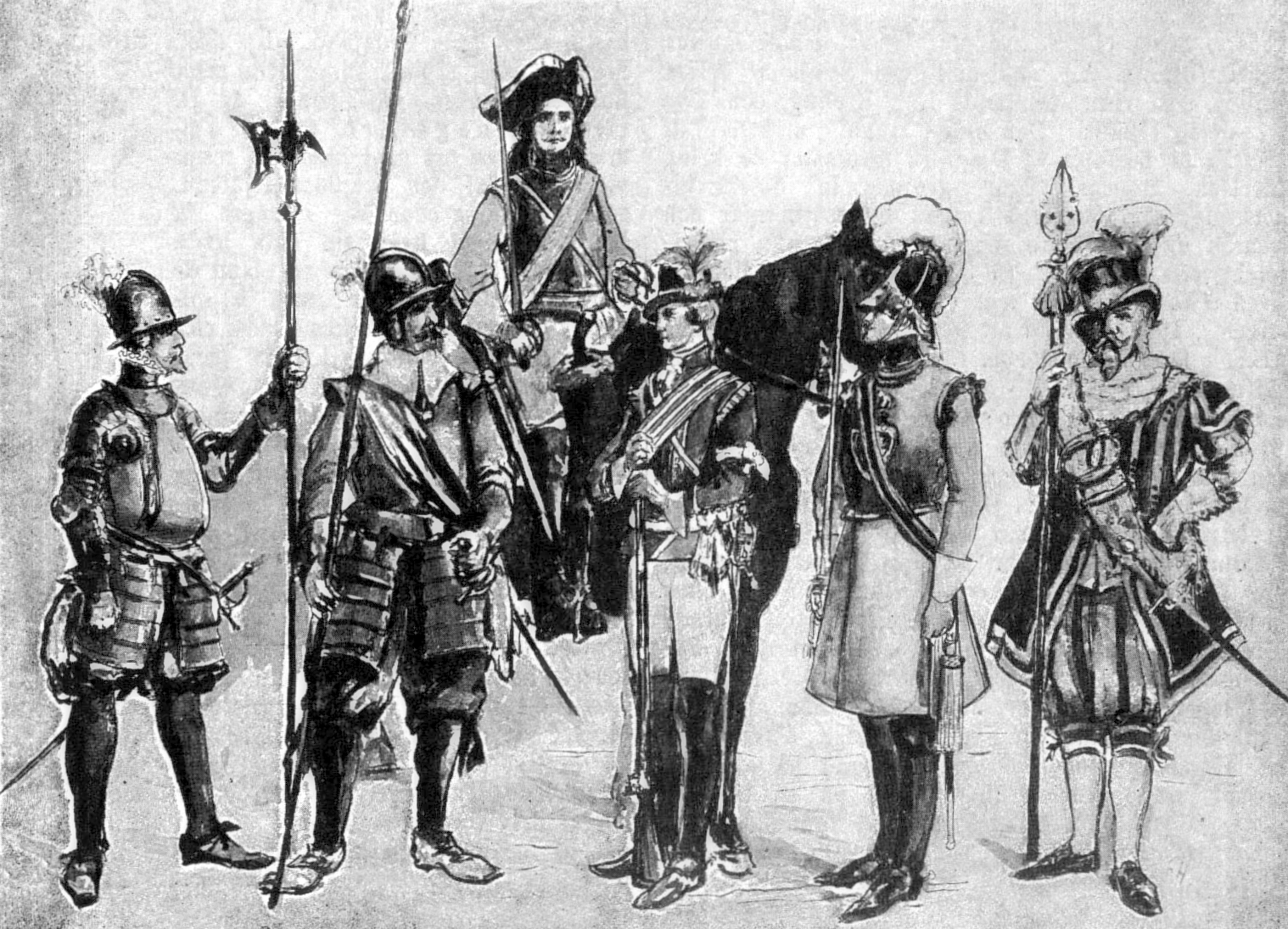
Schwedische Trabanten 1560–1844

Trabanten (spätmhd.: drabant) waren besonders im Spätmittelalter und der Frühen Neuzeit dienende Begleiter oder Leibwächter zu Fuß. Sie dienten teils als Schutzwache fürstlicher Personen, hoher Beamter und der Landsknechtobersten, teils als Vollstrecker ihrer Befehle. Es war lange Zeit Sitte, sie nach spanischer Art in kurze weite Beinkleider und ein Wams zu kleiden. Die Bewaffnung waren anfänglich Hellebarden und der Stoßdegen. Später wurden sie auch als Kavalleristen eingesetzt.

## Beispiele
Die Trabantengarden bildeten häufig den Stamm der Haustruppen oder, wie in Brandenburg, auch der Feldtruppen. Aus den zwei Kompanien Trabanten des kurbrandenburgischen Großen Kurfürsten, welche 1675 bei Fehrbellin mitfochten, gingen 1692 die Gardes du Corps hervor.
In der seinerzeit neugeschaffenen kursächsischen Armee werden in deren Rangliste von 1682 sowohl 172 Pferde in der Trabanten-Leibgarde zu Roß sowie 65 Mann in der Leibgarde der Fuß-Trabanten genannt. 1701 wurde aus den sächsischen Trabanten die sächsische Garde du Corps. Dieses sächsische Regiment fand sein Ende in Napoleons Russlandfeldzug 1812/13. Im endlosen Marsch auf Moskau und im anschließenden Rückmarsch fanden fast alle Trabanten den Tod. Der sächsische König stellte dieses Garderegiment nicht mehr neu auf.
Trabanten hießen auch die 150 Mann starke, mit besonderen Privilegien ausgestattete Elitetruppe und Leibgarde von Karl XII. im Großen Nordischen Krieg.
Auch die Fußtruppen der Böhmischen Söldner wurden als Trabanten (abgeleitet von böhmisch „drab“ = Fußknecht) bezeichnet.